# Chad Stahelski

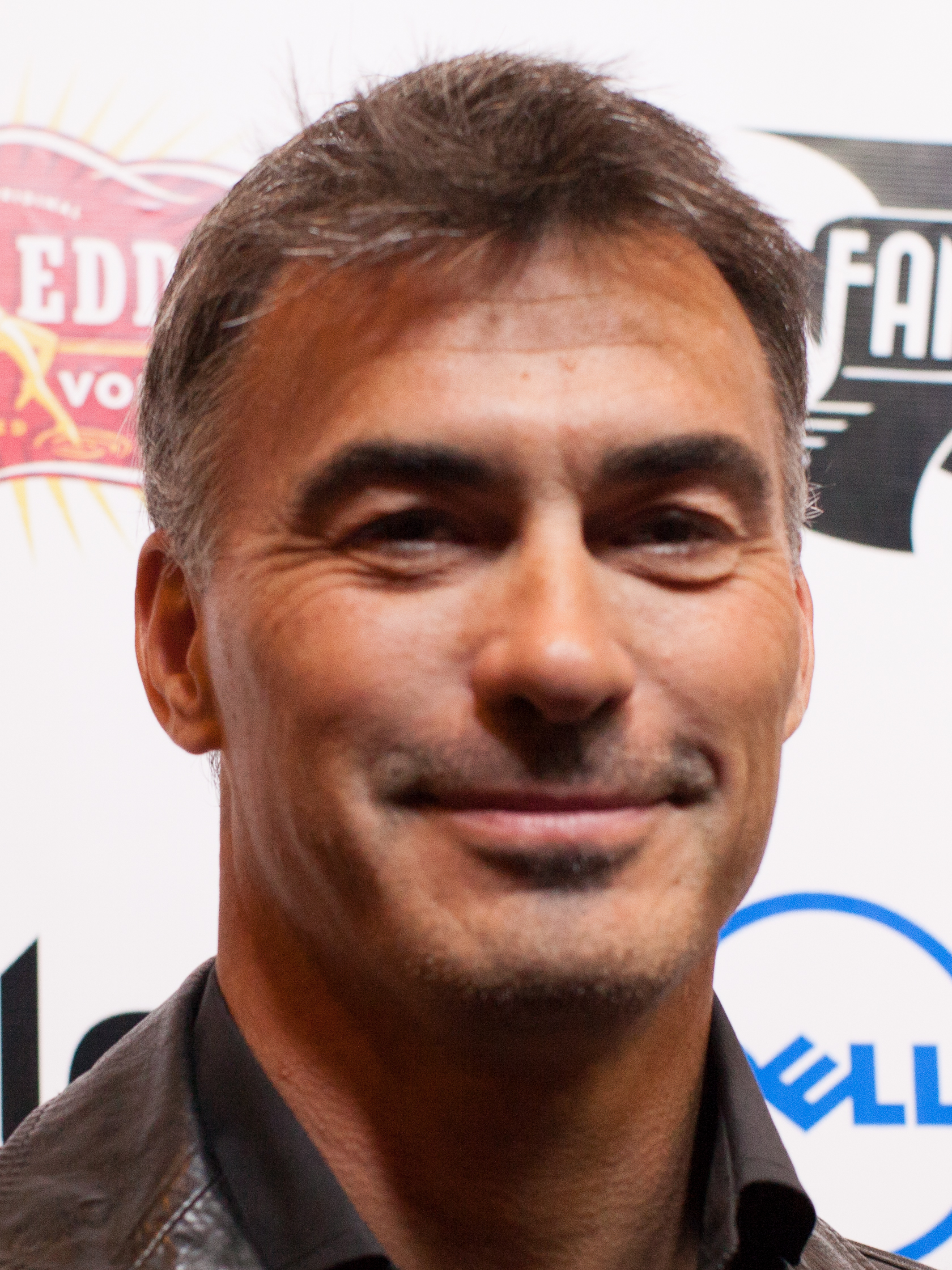
Chad Stahelski, 2014

Chad Stahelski (* 20. September 1968 als Charles Stahelski) ist ein amerikanischer Regisseur, Stuntman und Stunt-Choreograph.

## Leben
Stahelski wurde im Jahr 1968 geboren und wuchs in Massachusetts auf. Er begann als Kind mit Judo, erlernte weitere Kampfsportarten und wurde später Wettkampf-Kickboxer. Auf diesem Wege gelangte er ins Stuntman-Business.
Zu Beginn seiner Karriere arbeitete er für den B-Film-Regisseur Albert Pyun. Eine größere Rolle wurde ihm 1993 zuteil, als er nach dem Tod seines Freundes Brandon Lee den Film The Crow als Körperdouble vollenden musste.
Nebst weiteren Einsätzen als Stuntman in diversen Filmen nahm er mit dem Film Bloodsport 2 von 1996 auch seine Arbeit als Stunt-Choreograph auf. Eine immer wiederkehrende Rolle sollte er als Stunt-Double für Keanu Reeves erhalten, den er 1999 in Matrix zum ersten Mal doubelte.
Nachdem er bereits als Second-Unit-Director Erfahrungen gesammelt hatte, trat er 2014 zusammen mit David Leitch als Regisseur des Actionfilms John Wick in Erscheinung. Die Hauptrolle spielte sein früherer Double-Gegenpart Keanu Reeves. Der Film wurde ein Erfolg, und so folgten im Jahr 2017 der zweite Teil John Wick: Kapitel 2 und 2019 der dritte Teil John Wick: Kapitel 3. Der vierte Teil John Wick: Kapitel 4 erschien 2023.
Mitte Januar 2023 wurde bekannt, dass Stahelski für das Filmstudio Lionsgate die künftigte Entwicklung der Highlander- und John Wick-Franchises beaufsichtigen werden. Ferner werde seine nächste Regiearbeit das Highlander-Reboot sein. Gemeinsam mit Leitch führt er die Produktionsfirma 87Eleven, die für die genannten Aufgaben federführend verantwortlich sein wird.

## Filmografie
- 2014: John Wick
- 2017: John Wick: Kapitel 2
- 2019: John Wick: Kapitel 3 (John Wick: Chapter 3 – Parabellum)
- 2021: Matrix Resurrections (The Matrix Resurrections, Darsteller)
- 2022: Day Shift (Produzent)
- 2023: John Wick: Kapitel 4 (John Wick: Chapter 4)
- 2025: From the World of John Wick: Ballerina (Produzent)